# Lars Boven
Lars Boven (født 13. august 2001 i Reutum) er en cykelrytter fra Holland, der er på kontrakt hos Alpecin-Deceuninck.
Efter at have kørt fire sæsoner for Jumbo-Visma Development Team, skiftede Boven fra 2024 til World Tour-holdet Alpecin-Deceuninck på en toårig kontrakt.